# Deszka (település)
Deszka az Árpád-korban a Nána-Beszter nemzetséghez tartozó Berki család öröklött birtoka volt.Érd és Tárnok közt, az úgynevezett Tárnokvölgy mellett feküdt.
Tárnokot királynéi népek budai jobbágyai, tárnokok lakták, akik a királynéi udvart szolgálták. A tárnokiak és a Berki nemesek közt 1257 és 1268 között hosszú birtokper folyt Deszka birtoklásáért.
A per  során Berki Mihály tartott igényt Deszkára, mint öröklött birtokra, a tárnokiak is magukénak, vagyis Tárnokvölgy részének tekintették, mivel állításuk szerint még IV. Béla király adományából bírták. 